# Barbara Madejczyk
Barbara Madejczyk (née le 30 septembre 1976 à Ustka) est une athlète polonaise spécialiste du lancer du javelot. Entraînée par Leszek Walczak, elle concourt pour le LKS Jantar Ustka.

## Biographie
En 2005, elle remporte le concours du DécaNation avec 63,03 m.

### Palmarès
| Date | Compétition                | Lieu     | Résultat | Performance |
| ---- | -------------------------- | -------- | -------- | ----------- |
| 2003 | Universiade d'été          | Daegu    | 1re      | 56,23 m     |
| 2004 | Jeux olympiques d'été      | Athènes  | 12e      | 58,22 m     |
| 2005 | Coupe d'Europe des nations | Florence | 2e       | 61,72 m     |
| 2006 | Coupe d'Europe des nations | Malaga   | 1re      | 64,08 m     |
| 2006 | Coupe du monde des nations | Athènes  | 4e       | 59,63 m     |
| 2007 | Coupe d'Europe des nations | Munich   | 3e       | 59,36 m     |
| 2007 | Championnats du monde      | Osaka    | 9e       | 58,37 m     |
| 2008 | Jeux olympiques d'été      | Pékin    | 6e       | 62,02 m     |

### Records
| Épreuve           | Performance | Lieu   | Date         |
| ----------------- | ----------- | ------ | ------------ |
| Lancer de javelot | 64,08 m     | Málaga | 26 juin 2006 |